# 2005 no Brasil
Esta é uma cronologia dos fatos acontecimentos de ano 2005 no Brasil.

## Incumbentes
- Presidente: Luiz Inácio Lula da Silva (2003 - 2011)
- Vice-Presidente: José Alencar Gomes da Silva (2003 - 2011)

## Eventos
- 12 de fevereiro: A missionária norte-americana Dorothy Stang é assassinada com três tiros na cidade de Anapu, no Pará.[1]
- 15 de fevereiro: O deputado federal Severino Cavalcanti, do PP, é eleito presidente da Câmara dos Deputados.[2]
- 2 de março: A Câmara dos Deputados do Brasil aprova a Lei de Biossegurança, que libera a pesquisa com células-tronco de embriões e o plantio e a comercialização de produtos transgênicos.[3]
- 14 de maio: Uma reportagem da revista Veja divulga uma gravação de vídeo, que mostra o diretor dos Correios, Maurício Marinho, recebendo propina de empresários.[4][5]
- 16 de junho: O Ministro da Casa Civil, José Dirceu, pede demissão do cargo para responder acusações de Roberto Jefferson.[6]
- 7 de agosto: Ladrões levam mais de 150 milhões de reais do cofre e realizam o maior assalto a banco do país, no Banco Central do Brasil, em Fortaleza, Ceará.[7]
- 14 de setembro: A Câmara dos Deputados do Brasil aprova a cassação do mandato do deputado federal Roberto Jefferson.[8]
- 21 de setembro: O presidente da Câmara dos Deputados, Severino Cavalcanti, acusado de cobrar propina, renuncia ao mandato e ao cargo de deputado.
- 23 de outubro: No referendo, a população brasileira vota não pela proibição do comércio de armas de fogo no país.
- 30 de novembro: A Câmara dos Deputados do Brasil aprova a cassação do mandato do ministro-chefe da Casa Civil, José Dirceu.[9]

## Mortes
- 17 de janeiro: Bezerra da Silva, cantor e compositor (n. 1927).
- 12 de fevereiro: Dorothy Stang, missionária e ativista (n. 1931).
- 8 de março: César Lattes, físico, pesquisador e professor (n. 1924).